# Hemigrammopetersius
Hemigrammopetersius es un  género de peces de la familia Alestidae y de la orden de los Characiformes.

## Especies
Actualmente hay dos especies reconocidas en este género:
- Hemigrammopetersius barnardi (Herre, 1936)
- Hemigrammopetersius pulcher (Boulenger, 1909)